# Kleinneuhausen
Kleinneuhausen is een gemeente in de Duitse deelstaat Thüringen, en maakt deel uit van de Landkreis Sömmerda.
Kleinneuhausen telt 422 inwoners.
Alperstedt ·
Andisleben ·
Büchel ·
Buttstädt ·
Eckstedt ·
Elxleben ·
Gangloffsömmern ·
Gebesee ·
Griefstedt ·
Großmölsen ·
Großneuhausen ·
Großrudestedt ·
Günstedt ·
Haßleben ·
Henschleben ·
Kindelbrück ·
Kleinmölsen ·
Kleinneuhausen ·
Kölleda ·
Markvippach ·
Nöda ·
Ollendorf ·
Ostramondra ·
Rastenberg ·
Riethgen ·
Riethnordhausen ·
Ringleben ·
Schloßvippach ·
Schwerstedt ·
Sömmerda ·
Sprötau ·
Straußfurt ·
Udestedt ·
Vogelsberg ·
Walschleben ·
Weißensee ·
Werningshausen ·
Witterda ·
Wundersleben